# Dusona affinitor
Dusona affinitor là một loài tò vò trong họ Ichneumonidae.